# Juan Miguel de Grijalva

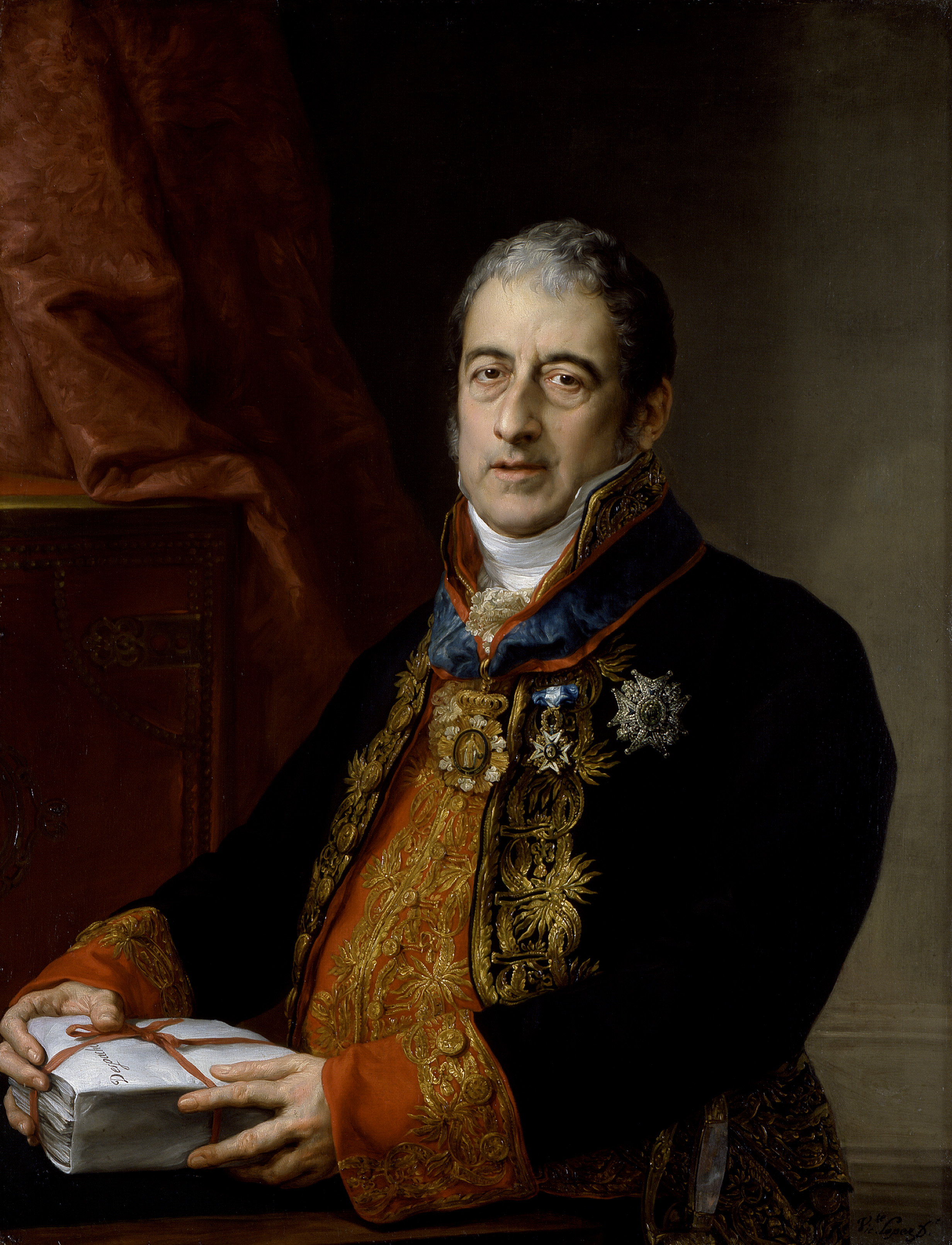
Retrato de Juan Miguel de Grijalba por Vicente López Portaña (Museo de Arte de Indianápolis)

Juan Miguel de Grijalva (o Grijalba)  (Fuencarral, bautizado el 28 de diciembre de 1766- Madrid, 20 de octubre de 1833) fue un cortesano español, conocido por su  cercana relación con Fernando VII de España.

## Biografía
Nació en el seno de una familia de hidalgos del pueblo de Fuencarral, en las cercanías de Madrid. Su familia llevaba asentada varias generaciones en la citada población.
Entró en el servicio de la Real Casa como aposentador y tapicero. También fue ayuda de cámara, al menos desde 1802. Fue encargado de aposentar a los diputados de las Cortes de Cádiz. Posteriormente llegaría a ser jefe de la Real Tapicería, departamento palaciego encargado de la decoración y aderezo de los reales palacios.
Su figura cobra política en el reinado de Fernando VII cuando se convierte en un personaje de la mayor confianza del monarca. En 1814 acude a recibir al rey en Valencia. Alrededor de 1818 es nombrado secretario de cámara y de la Real Estampilla, puesto de confianza encargado de los asuntos particulares del monarca y de custodiar la estampilla (sello con la firma real) utilizada para la firma de decretos. De esta cercanía y confianza al monarca da prueba el ser uno de los siete testigos de su testamento.

En lo político se considera que su figura fue clave para los últimos años de Fernando VII, por ser Grijalva proclive a posturas moderadas. Fue amigo de personajes como Juan Nicasio Gallego y protector de Alberto Lista. Destaca también su participación en los Sucesos de La Granja, a favor de los derechos de la futura Isabel II. Este personaje fue definido por el marqués de Miraflores como: 
hombre ilustrado y de ideas tan liberales como monárquicas y conservadoras.
Murió el 20 de octubre de 1833, tan solo 21 días después del monarca.

## Iconografía
Se conserva un retrato suyo pintado al óleo por el pintor de corte Vicente López Portaña. Se muestra a Juan Miguel de Grijalva con el uniforme propio de su cargo de secretario de cámara y de la real estampilla, con la cruz de caballero de la orden de Carlos III y al cuello la insignia de comendador de la napolitana Real Orden de San Fernando y del Mérito. La figura sujeta un legajo con la palabra Despachos inscrita en la cubierta. El óleo se conserva en el Museo de Arte de Indianápolis.

## Órdenes y cargos

### Órdenes

#### España
- Caballero de la Orden de Carlos III.(28 de julio de 1809)[13]
- Caballero gran cruz de la Orden de Isabel la Católica.(20 de junio de 1833)[14][11]

#### Extranjeras
- Comendador de la Real Orden de San Fernando y del Mérito. (Reino de las Dos Sicilias)

### Cargos
- Secretario de Cámara y de la Real Estampilla.[15]